# Tasurehjan
Tasurehjan (en persan : تاسوره جان romanisé en Tāsūrehjān et également connu sous le nom de Tāsūleh Jān) est un village de la province de Kermanshah en Iran. Lors du recensement de 2006, sa population était de 145 habitants répartis dans 36 familles.